# HNK Vukovar '91
Hrvatski nogometni klub Vukovar '91 byl chorvatský fotbalový klub sídlící ve městě Vukovar. Klub byl založen v roce 1991 v průběhu války za nezávislost, zanikl v roce 2012 díky finančním problémům.

## Umístění v jednotlivých sezonách
| Sezóny  | Liga                  | Úroveň | Z  | V  | R  | P  | VG | OG | +/- | B  | Pozice |
| ------- | --------------------- | ------ | -- | -- | -- | -- | -- | -- | --- | -- | ------ |
| 2007/08 | Druga HNL             | 2      | 30 | 6  | 6  | 18 | 29 | 53 | -24 | 24 | 15.    |
| 2008/09 | Treća HNL – sk. Istok | 3      | 33 | 17 | 7  | 9  | 52 | 39 | +13 | 58 | 4.     |
| 2009/10 | Druga HNL             | 2      | 26 | 7  | 10 | 9  | 31 | 39 | -8  | 31 | 12.    |
| 2010/11 | Druga HNL             | 2      | 30 | 6  | 2  | 22 | 21 | 83 | -62 | 20 | 15.    |
| 2011/12 | Treća HNL – sk. Istok | 3      | 15 | 4  | 3  | 8  | 19 | 28 | -9  | 15 | 16.    |